# Vật lý ứng dụng
Vật lý ứng dụng là một trong những lĩnh vực cơ bản nhất của vật lý. Nghiên cứu công nghệ mới nhằm phục vụ đời sống xã hội như: khoa học vật liệu, công nghệ Nano, vật lý plasma, quang học....là những trọng tâm nghiên cứu chính của ngành này.

## Phạm vi nghiên cứu

Ảnh MRI

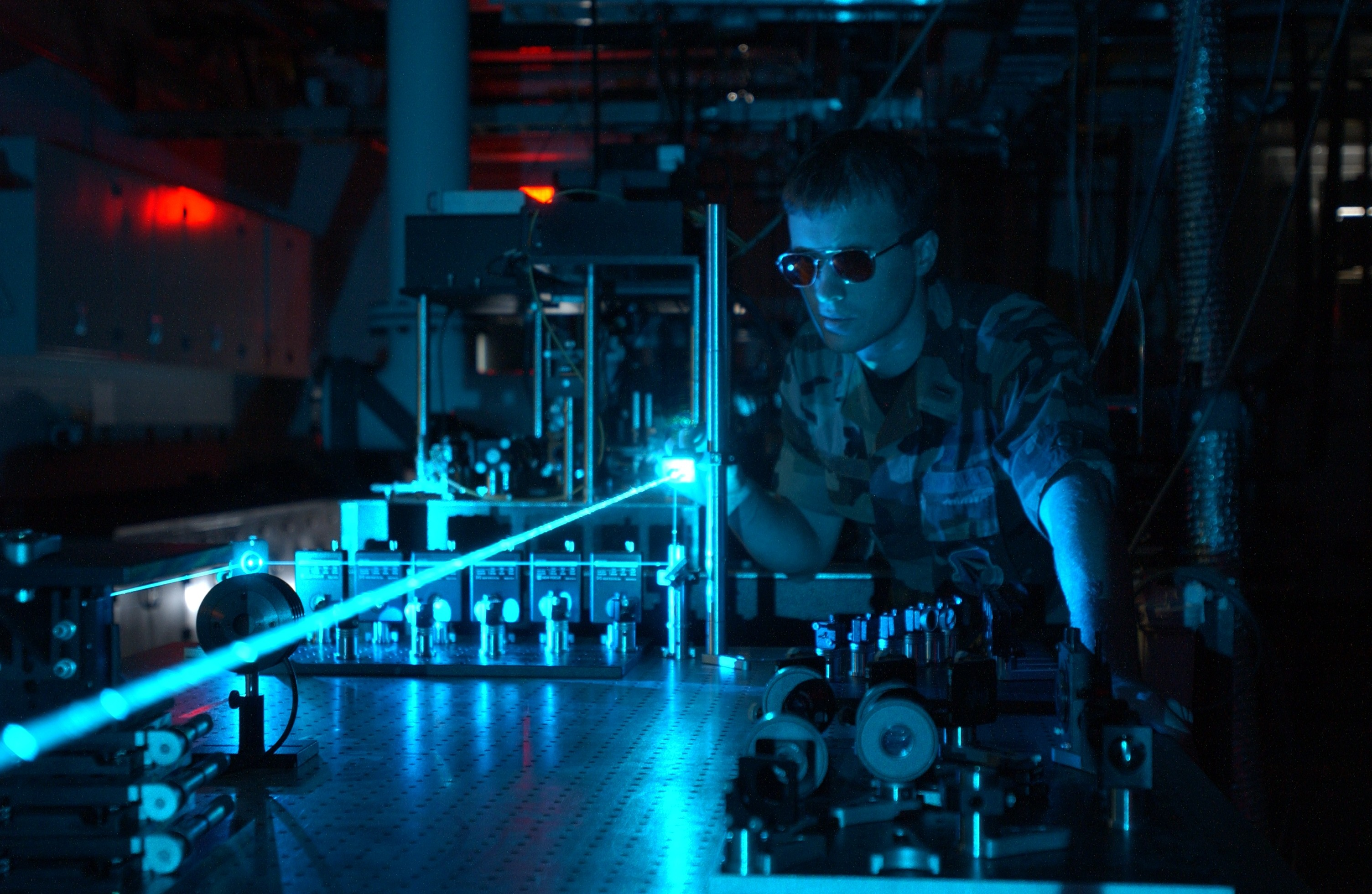
Thí nghiệm sử dụng laser (argon)

| - Vật lí máy gia tốc - Agrophysics - Âm học - Analog Electronics - Vật lý và dụng cụ bán dẫn - Communication Physics - Computational physics - Công nghệ hạt nhân - Công nghệ nano - Địa vật lý - Điện mặt trời - Điện tử học lượng tử - Điện tử học spin - Digital Electronics - Vật lý đo lường - Econophysics - Kính hiển vi lực nguyên tử - Kỹ thuật hạt nhân | - Laser - Lý sinh học - Lý thuyết điều khiển - Lý y học - Microfluidics - Plasma - Quang điện tử - Quang học - Siêu dẫn - Sợi quang học - Thí nghiệm không phá hủy - Thuật phóng - Thủy động lực học - Vật lý đất - Vật lý không gian - Vật lý kỹ thuật - Động học động cơ |